# 戦略地理学
戦略地理学（せんりゃくちりがく、英: Strategic geography）とは、国家・国民の安全保障及び繁栄に影響を与える空間の制御又は利用について取り扱う学問である。戦略地理学が取り扱う空間は、人類の欲求や発展に応じて変化する。この分野は人文地理学の一部であり、それ自体は地理学のより全般的な研究の一部である。それはまた地政戦略学に関連している。
戦略地理学は、国家安全保障及び繁栄に影響を与える空間の研究を行う学問分野である。